# Sally Greengross
Sally Ralea Greengross, baronessa Greengross, nata Rosengarten (Hendon, 29 giugno 1935 – 23 giugno 2022), è stata una politica britannica. Nel 2000 entrò a far parte della Paria britannica e venne eletta alla Camera dei Lord.

## Biografia
Sally nacque a Hendon il 29 giugno 1935. La sua famiglia si trasferì a Brighton dopo lo scoppio della seconda guerra mondiale e lì Greengross fu educata alla Brighton and Hove High School, una scuola indipendente femminile. In seguito proseguì gli studi presso la London School of Economics and Political Science.
Fu direttrice generale dell'Age Concern England dal 1987 al 2000; inoltre fino al 2000 fu co-presidente dell'Age Concern Institute of Gerontology al King's College London e segretario generale di Eurolink Age.
Nel 1959 sposò Alan Greengross, con il quale ebbe tre figlie e un figlio. Alan morì nell'agosto 2018. Greengross fu un'associata onoraria della National Secular Society.
Morì il 23 giugno 2022, all'età di 86 anni.